# Mathías Cardacio
Mathias Cardaccio (2 de octubre de 1987 en Montevideo, Uruguay) es un exfutbolista uruguayo. Se desempeñaba en la posición de mediocampista y su último club fue el Defensor Sporting Club de la Primera División de Uruguay.

## Biografía
Es sobrino de Jorge Daniel Cardaccio, un exfutbolista de la década de 1980' el cual se había consagrado campeón de América y del Mundo con el Club Nacional de Montevideo de Uruguay. Su hermana María Belén Cardacio es jugadora del equipo femenino del Club Nacional de Montevideo. Mathías debutó en Primera en el año 2007, en el mismo club donde se había consagrado su tío, bajo la dirección técnica de Daniel Carreño, pero solo duró un año en el club uruguayo al ser rápidamente transferido al AC Milan por 2,5 millones de dólares, disputando 17 minutos en 2 partidos. 
En enero de 2010 firmó su vínculo con el Club Atlético Banfield y este llega a préstamo –libre del AC Milan- por un año con opción de compra del 50%. 
El 1 de febrero del 2013, se confirma su llegada a Colo-Colo de Chile, en donde solo jugó en la filial del club, que compitió en la Segunda División. Posteriormente el día 27 de mayo del mismo año fue despedido del club.
El 17 de diciembre de 2015 se confirma su fichaje por los Dorados de Sinaloa.

## Selección nacional
A nivel internacional, disputó un encuentro amistoso con la selección de Uruguay. También ha disputado con la selección sub-20 Uruguay, el Torneo Sudamericano y el Mundial Juvenil del año 2007, donde fue elegido como uno de los futbolistas más importantes del certamen.

## Clubes
| Club               | País      | Año       | Partidos | Goles |
| ------------------ | --------- | --------- | -------- | ----- |
| Nacional           | Uruguay   | 2007-2008 | 48       | 2     |
| Milan              | Italia    | 2008-2009 | 2        | 0     |
| Banfield           | Argentina | 2010      | 17       | 0     |
| Atlante            | México    | 2010-2011 | 19       | 1     |
| Olympiakos Volou   | Grecia    | 2011      | 4        | 0     |
| Asteras Tripolis   | Grecia    | 2012      | 7        | 0     |
| Londrina           | Brasil    | 2012      | 10       | 0     |
| Colo-Colo          | Chile     | 2013      | 0        | 0     |
| Defensor Sporting  | Uruguay   | 2013-2016 | 39       | 1     |
| Dorados de Sinaloa | México    | 2016-2017 | 13       | 0     |
| Defensor Sporting  | Uruguay   | 2017-2018 | 70       | 3     |
| Nacional           | Uruguay   | 2019      | 22       | 1     |
| Defensor Sporting  | Uruguay   | 2020-2021 | 14       | 0     |

## Palmarés

### Campeonatos nacionales
| Título              | Club               | País    | Año  |
| ------------------- | ------------------ | ------- | ---- |
| Ascenso MX          | Dorados de Sinaloa | México  | 2016 |
| Torneo Apertura     | Defensor Sporting  | Uruguay | 2017 |
| Supercopa Uruguaya  | Nacional           | Uruguay | 2019 |
| Campeonato Uruguayo | Nacional           | Uruguay | 2019 |